# Граничний стан
Грани́чний стан (англ. limit state, ultimate state) — стан об'єкта, за яким його подальша експлуатація неприпустима чи недоцільна.
Граничний стан технічного об'єкта може оцінюватись за двома принциповими критеріями:
- граничний стан за тримкістю (здатністю об'єкта зберігати під час навантажування стан, що відповідає його функціональному призначенню[2]);
- граничний стан за експлуатацією.

Досягнення граничного стану об'єкта слід визначати з врахуванням його схемно-конструктивних особливостей, режиму експлуатації та сфери використання.

## Граничний стан за тримкістю конструкції
Граничний стан за тримкістю (англ. ultimate limit state; ULS) — механічний стан об'єкта, що характеризується певними значеннями напружень та деформацій, за якого подальша зміна навантаження та (чи) інших чинників призводить до руйнування, втрати несучої здатності чи стійкості, розвитку надмірних деформацій, появи чи розкриття тріщин.
За ГОСТ 27751-88(2003) граничні стани поділяються на дві групи:
Перша група включає граничні стани, які ведуть до повної непридатності до експлуатації конструкцій, основ (будівель або споруд в цілому) або до повної (часткової) втрати несучої здатності будівель і споруд в цілому. Граничні стани цієї групи характеризуються:
- руйнуванням будь-якого характеру (наприклад, пластичним, крихким, втомним) (1а);
- втратою стійкості форми, що приводить до повної непридатності до експлуатації (1b);
- втратою стійкості розташування (1с);
- переходом у змінювану систему (1d);
- якісною зміною конфігурації (1е);
- іншими явищами, при яких виникає необхідність припинення експлуатації (наприклад, надмірними деформаціями в результаті повзучості, пластичності, зсуву у з'єднаннях, розкриття тріщин, а також утворенням тріщин) (1f) .

Друга група включає граничні стани, що погіршують нормальну експлуатацію конструкцій (основ) або зменшують довговічність будівель (споруд) у порівнянні з передбаченим терміном служби. Граничні стани другої групи характеризуються:
- досягненням граничних деформацій конструкцій (наприклад, граничних прогинів, поворотів) або граничних деформацій основи (2а);
- досягненням граничних рівнів коливань конструкцій чи основ (2b);
- утворенням тріщин (2с);
- досягненням граничних розкриття або довжин тріщин (2d);
- втратою стійкості форми, що приводить до погіршення нормальної експлуатації (2е);
- іншими явищами, при яких виникає необхідність тимчасового обмеження експлуатації будівлі або споруди через неприйнятне зниження їх терміну служби (наприклад, корозійні пошкодження) (2f).

Розрахунки за граничними станами широко застосовуються при проектуванні будівельних конструкцій і споруд. Все більшого поширення методи цих розрахунків одержують і в машинобудуванні, причому й тут позначається їх прогресивна роль: вони дозволяють розкрити резерви міцності, що не використовуються при розрахунках за допустимими напруженнями. Розрахунок за граничними станами дає можливість зменшити масу конструкцій.

## Граничний стан за експлуатацією
Граничний стан за експлуатацією (англ. serviceability limit state; SLS) — стан об'єкта, за яким його подальша експлуатація неприпустима чи недоцільна, або відновлення його працездатного стану неможливе чи недоцільне. Перехід об'єкта в граничний стан тягне за собою тимчасове або остаточне припинення експлуатації об'єкту. При досягненні граничного стану об'єкт повинен бути знятий з експлуатації, направлений в середній або капітальний ремонт, списаний, знищений або переданий для застосування не за призначенням. Якщо критерій граничного стану встановлений з міркувань безпеки зберігання та (або) транспортування об'єкта, то при настанні граничного стану зберігання та (або) транспортування об'єкта має бути припинене. В інших випадках при настанні граничного стану має бути припинене застосування об'єкта за призначенням.

### Граничний стан неремонтованих об'єктів
Для багатьох виробів (наприклад, освітлювальних ламп, електронних компонентів, вузлів побутових електроприладів тощо), які не ремонтуються, граничний стан збігається з відмовою. У інших випадках граничний стан визначається досягненням періоду підвищеної інтенсивності відмов. Таким методом визначається граничний стан для функційно важливих компонент автоматичних пристроїв. Використання цього методу обумовлене зниженням ефективності експлуатації виробів, компоненти яких мають підвищену інтенсивність відмов, а також порушенням вимог безпеки. Період експлуатації неремонтованих виробів до граничного стану встановлюється за результатами спеціальних випробувань і вноситься до технічної документації на вироби. Якщо не можна заздалегідь отримати інформацію про зміну інтенсивності відмов, граничний стан виробу визначається безпосереднім обстеженням його стану в процесі експлуатації.

### Граничний стан ремонтопридатних виробів
Граничний стан ремонтопридатних виробів визначається неефективністю їх подальшої експлуатації через зростання частоти відмов, що приводить до збільшення витрат на ремонт. В деяких випадках критерієм граничного стану ремонтованих виробів може бути порушення вимог безпеки, наприклад на транспорті. Граничний стан може також визначатися ступенем морального старіння.

## Метод граничних станів
Метод граничних станів (англ. limit state design; LSD) — метод розрахунку будівельних конструкцій, що є різновидом напівймовірнісного методу.
Згідно з методами розрахунку за граничним станом єдиного коефіцієнта запасу міцності, що використовувався раніше (за методом допустимих напружень) використовується декілька, що враховують особливості роботи споруди, незалежних коефіцієнтів, кожен з яких має певний внесок в оцінку забезпечення надійності конструкції і гарантії від виникнення граничного стану.
Основні з них:
- коефіцієнт безпеки по матеріалу (та ґрунту), що враховує статистичну мінливість міцнісних властивостей матеріалів (ґрунтів), а також деякі інші фактори, що виключають або сильно утруднюють можливість статистичної оцінки, наприклад відмінність опору матеріалів у конструкціях від характеристик контрольних зразків;
- коефіцієнт перевантаження, що враховує можливе відхилення величини навантажень від нормативних величин, що пов'язане з перемінністю навантажень та відхиленнями від умов нормальної експлуатації;
- коефіцієнт умов роботи, що враховує дійсні умови роботи елементів конструкцій, основ, а також будівель і споруд у цілому, що не враховується безпосередньо у розрахунках;
- коефіцієнт надійності, що враховує ступінь капітальності будівель і споруд, а також значимість наслідків настання тих чи інших граничних станів.

Цей метод характеризується повнотою оцінки неучої здатності та надійності конструкції завдяки врахуванню:
- ймовірнісного характеру навантажень, що діють на конструкцію і опору цим навантаженням;
- особливостей експлуатації окремих видів конструкцій;
- пластичних властивостей матеріалів.

Прийнята класифікація навантажень забезпечує можливість розрахунку будівельних конструкцій з урахуванням необхідних розрахункових ситуацій та граничних станів, а саме:
- перевірку міцності, стійкості та інших критеріїв несучої здатності при одноразовому навантаженні в екстремальних умовах експлуатації (аварійна розрахункова ситуація або стабільна чи перехідна розрахункова ситуація, що може реалізуватися обмежене число разів за строк служби), що відповідає перевірці граничних станів la, lb, 1c, 1d, le і 1f за ГОСТ 27751;
- перевірку жорсткості та тріщиностійкості в режимі нормальної експлуатації (стабільна розрахункова ситуація), що відповідає перевірці граничних станів 2а, 2b, 2c, 2d і 2е за ГОСТ 27751;
- перевірку витривалості при повторних навантаженнях (стабільна розрахункова ситуація), що відповідає перевірці граничних станів 1а і 2b за ГОСТ 27751;
- урахування повзучості матеріалів та інших реологічних процесів при дії сталих і довготривалих навантажень (стабільна розрахункова ситуація), що відповідає перевірці граничних станів 1f, 2a і 2d за ГОСТ 27751.

Такий метод розрахунку гарантує, що за період нормальної експлуатації будинку чи споруди не наступить жодний з граничних станів. Конструкції розраховують за цими станами у стадії експлуатації, виготовлення, збереження, транспортування і монтажу.